# 大日本生産党
大日本生産党（だいにほんせいさんとう、旧字体：大日本生產黨）は1931年（昭和6年）に結党されたファッショ的な右翼団体。

## 概要

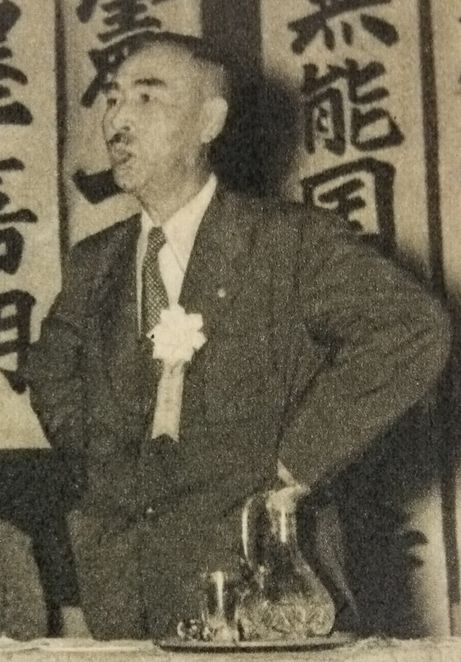
第2代党首・吉田益三

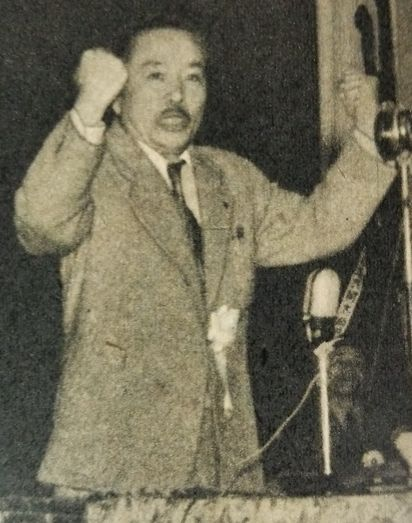
第3代党首・河上利治

当初は黒龍会大阪支部長の吉田益三が提唱し、玄洋社系の内田良平の賛同を得て大阪中央公会堂において結成された。その後、1931年（昭和6年）11月20日、玄洋社系の頭山満・内田良平等の黒龍会の主な構成員、日本国民党、津久井龍雄の急進愛国党などが合同し東京の赤坂の「三会堂」において結党式を行った。約1500名が参集した。本部は当時の東京市麹町区永田町に置かれた。1932年（昭和7年）1月には愛国急進党、大衆党長野県連の秦数馬の一派、大日本帝国陸軍大阪労働組合、横浜自治革正党などが解消・入党し勢力を拡大した。
当時の多くの国家主義団体は幹部偏重であったが、大日本生産党は一部の労組をも傘下に加え、1932年には党員1万6千人を称していた。
1931年（昭和6年）、栃木県下で行われていた小作料引き下げ交渉に一部地主側の要請を受けて介入。しかし1932年（昭和7年）1月8日、小作農側を支援していた労農大衆党員から襲撃を受けて3人が死亡、数十人が負傷する事件となった。この際、襲撃を受けた大日本生産党員側も200余名が保護検束されている。
1933年（昭和8年）7月の神兵隊事件において青年部員が多数連座し検挙され、さらに内部対立の影響もあって党員数は減少。1940年（昭和15年）に結成された大政翼賛会を批判し、東条政権に対しても距離を置いたが、1942年（昭和17年）6月には政治団体としての性格を持たない思想団体・大日本一新会に改組された。
戦後の1946年（昭和21年）1月4日、占領軍により解散命令を受けた。占領統治終了後、鴨田徳一らにより再建され、紀元節復活運動、三井三池争議への介入、北方領土返還運動などを行う。国政選挙に出馬することもあった。

## 機関誌
機関誌は「改造戦線」「興民新聞」の2誌。「打倒政党政治」のスローガンを掲げる。
1932年（昭和7年）5月15日の犬養毅内閣総理大臣暗殺事件（五・一五事件）に際しては「声明書」において「政、民両党が国家を害した公憤の激成」として擁護した。

## 政策
1. 亡国的資本主義経済組織の根本的改革
2. 生産者立国の国家統制
3. 我利的金融の寄生虫、政、民両党絶対排撃
4. 国賊共産党、全協、亜流共産主義党、社会民主主義打倒

## 阿久津事件
1931年（昭和6年）12月、栃木県阿久津村で全農組合員・全国労働大衆党員らの小作争議に反対し、大日本生産党員が組合員等に対して暴行を行った。小作人側はこれに対抗して竹槍・日本刀を用いた乱闘となり、1932年（昭和7年）1月9日、大日本生産党の党員17名が殺傷された。